# Bourse de Bombay
Ne doit pas être confondu avec la National Stock Exchange, autre bourse installée à Mumbai.
La bourse de Bombay (en anglais : Bombay Stock Exchange (BSE), en hindi : बंबई स्टॉक एक्सचेंज) est une des plus anciennes bourses asiatiques.

## Histoire
La Bombay Stock Exchange a été fondée en 1875, six ans après l'arrivée du télégraphe à Bombay, sous une forme informelle, par quatre courtiers parsis. Ils sont de la génération de Nusserwanji Tata et Jamsetji Tata, qui ont fait fortune pendant la pénurie de coton causée par la Guerre de Sécession américaine Ces courtiers se réunissaient sous un Figuier des banians à l'endroit actuel du Horniman Circle Gardens. La Bourse de valeurs d'Ahmedabad est fondée un peu plus tard sous la forme d'un Trust de charité en 1894. C'est la seconde plus ancienne d'Inde, au service des investisseurs institutionnels. Environ 2 000 sociétés indiennes y sont cotées dont  200 sociétés en forte croissance. 
À la Bombay Stock Exchange se déclenche un boom des actions de thé dans les années 1880 et 1890, puis un bâtiment est inauguré en 1899 quatre après la pose de la première pierre. En 1899, l'Angleterre lève l'interdiction d'importer de l'acier indien et veut encourager les sidérurgistes indiens à lever des capitaux de la Bourse de Londres, en les y autorisant, mais les investisseurs anglais restent méfiants.
La Bombay Stock Exchange connait un engouement autour des actions de charbon dans les années 1904 et 1908. En 1907, c'est la création de l'empire industriel Tata, puis la Bombay Stock Exchange vit un nouveau boom durant la première guerre mondiale. Entre-temps d'autre marchés d'actions se créent en Inde: 1908 est l'année de création du Calcutta Stock Exchange et on compte cent courtiers à Madras en 1920 puis seulement trois en 1923. Ensuite se crée le Lahore Stock Exchange en 1934 puis le Punjab Stock Exchange en 1936, les deux fusionnent ensuite. Au même moment le roi de l'empire textile chinois Ningbo Li Shuxiong, alias James H. Lee, (1892-1987), issu d'une famille de banquiers, créé le premier marché boursier en Chine.
Une première loi de 1925 a organisé le système boursier indien, suivie d'une seconde en 1956 qui exige la reconnaissance par le Ministère des Finances de tous les marchés boursiers. Ensuite a pris place un processus de fusion entre Gujarat Share & Stock Exchange, l'Indian Share and General Exchange Association, le Bombay Share and Stock Exchange, la Share and Stock Brokers Association et Bourse des valeurs d'Ahmedabad.
La Bombay Stock Exchange est aujourd'hui située à Dalal Street, à Mumbai (Inde). En octobre 2007, la capitalisation boursière des entreprises cotées à BSE était de 1 610 milliards de dollars, la plaçant comme l'une des plus grandes bourses d'Asie du Sud et la dixième mondiale.
Au début des années 1990, comme les autres bourses d'Asie, la Bombay Stock Exchange fait face à un afflux massif de capitaux étrangers qui se retirent ensuite, déstabilisant la monnaie puis l'économie des pays concernés. Au début des années 2000, les 93 sociétés de l'empire Tata, présentes dans 7 secteurs, pèsent à elles seules un dixième de la Bombay Stock Exchange.

## Alliances stratégiques
Singapore Exchange (SGX) a investi 43 millions de dollars pour obtenir 5 % du capital de Bombay Stock Exchange en mars 2007, afin de renforcer la position de la bourse de Singapour comme un hub régional en Asie-Pacifique. BSE voudrait également renforcer sa place financière en prenant une part stratégique dans le capital de Singapore Exchange dans le courant de l'année 2008.